# Arthur Canet
Arthur Canet (* 1. Dezember 2004 in Montpellier) ist ein französischer Beachvolleyballspieler.

## Karriere Beachvolleyball
Canet spielt seit 2019 Beachvolleyball an der Seite von Téo Rotar. 2020 erreichten Canet/Rotar bei der U18-Europameisterschaft in Izmir Platz fünf. Ein Jahr später belegten sie bei der U18-Europameisterschaft in Ljubljana erneut den fünften Platz und wurden anschließend in Phuket U19-Weltmeister. 2022 wurden sie in Izmir U20-Vizeeuropameister und erreichten in Dikili den dritten Platz bei der U19-Weltmeisterschaft. Außerdem starteten die beiden Franzosen auf der neugeschaffenen World Beach Pro Tour 2022.  Hier wurden sie Zweite beim Future-Turnier im heimischen Montpellier und Fünfte beim hochklassigen Elite16-Turnier in Kapstadt. Auf der nachfolgenden World Pro Tour 2023 konnten sich Canet/Rotar bei mehreren Elite16-Turnieren nicht für das Hauptfeld qualifizieren, erreichten allerdings beim Challenge-Turnier in Edmonton Platz fünf. Bei der Europameisterschaft 2023 in Wien konnten sie sich als Zweite in ihrer Vorrundengruppe für die K.-o.-Runde qualifizieren. Hier gewannen sie zunächst gegen die nationalen Konkurrenten Calvin und Quincy Ayé, schieden anschließend aber gegen das norwegische Spitzenduo Mol/Sørum aus. Anschließend konnten sie ihr Vorjahresergebnis der U20-EM mit dem Titel noch ebenso toppen wie das Erreichen des Endspiels von Montpellier in der Vorsaison. Der Gewinn der Goldmedaille des Futures in der Stadt an der Mittelmeerküste war ihr erster Sieg bei einem FIVB-Event im Erwachsenenbereich. Danach rundeten sie ein erfolgreiches Jahr mit dem Gewinn der Bronzemedaille bei den Welttitelkämpfen der unter Einundzwanzigjährigen noch ab.
In der folgenden Spielzeit belegten sie bei den U22–Europameisterschaften ebenfalls den dritten Rang. Im gleichen Monat gewannen die beiden das Futures in Genf. Bei den FISU-Universitätsweltmeisterschaften erkämpften sie den fünften Platz.

## Privates
Canets Vater Stéphane Canet ist ebenfalls Beachvolleyballspieler und Olympiateilnehmer.